# Stizolestes nigriventris
Stizolestes nigriventris là một loài ruồi trong họ Asilidae. Stizolestes nigriventris được Philippi miêu tả năm 1865. Loài này phân bố ở vùng Tân nhiệt đới.